# Княжество-епископство Любек
Княжеското-епископство Любек (на немски: Hochstift Lübeck) е светката собственост на епископа на Любек е територия на Свещената Римска империя в днешен Шлезвиг-Холщайн през 1180 – 1803 г. От 1500 г. е част от Долносаксонски имперски окръг.

## История
Образува се през 1180 г. от племеното Херцогство Саксония. Резиденцията от 1350 г. е в двореца на град Ойтин. В град Любек то е собственик само на катедралата на Любек и някои парцели около църквата. Управлява се от княз-епископ администратор или във ваканц от домкапител.
До 16 век то е католическо, от 1648 г. става протестантско епископство. От 1586 г. се управлява от династията Шлезвиг-Холщайн-Готорп.
През 1803 г. от Княжество-епископство Любек се образува Княжество Любек, което се управлява от херцозите на Олденбург.